# Окюл-Алб
О́кюл-Алб (рум. Ochiul Alb, О́кьюл Алб) — село в Дрокиевском районе Молдавии. Относится к сёлам, не образующим коммуну.

## География
Село расположено на высоте 165 метров над уровнем моря.

## Население
По данным переписи населения 2004 года, в селе Окюл-Алб проживает 3089 человек (1499 мужчин, 1590 женщин).
Этнический состав села:
| Национальность | Число жителей | Процентный состав |
| -------------- | ------------- | ----------------- |
| молдаване      | 3044          | 98.54             |
| цыгане         | 22            | 0.71              |
| румыны         | 10            | 0.32              |
| русские        | 7             | 0.23              |
| украинцы       | 3             | 0.1               |
| прочие         | 3             | 0.1               |
| Всего          | 3089          | 100%              |

## Известные уроженцы
- Николай Тестемицану (1927—1986) — советский молдавский хирург, министр здравоохранения Молдавской ССР (1963—1968).
- Ион Абабий[рум.] (род. 1944) — советский и молдавский оториноларинголог, государственный и политический деятель, министр здравоохранения и социальной защиты Республики Молдова (2005—2008).